# Superoxid
Superoxid är en reaktiv anjon och fri radikal, med beteckningen O2−. Den har en oparad elektron, är inte särskilt stabil, och bryts spontant ned i peroxidjoner och syrgas efter hand. I biologiska system är den giftig och används av immunförsvaret för att döda mikroorganismer.
Superoxid framställs lättast genom att bränna rubidium eller cesium i syre. Motsvarande syras (HO2) pKa är 4,88 så vid neutralt pH 7 har en överväldigande andel superoxid anjonformen O2−. 
I fagocyter produceras superoxid i stora mängder av enzymet NADPH-oxidas för att användas i syreberoende mekanismer för att döda invaderande patogener. Superoxid framställs också som en biprodukt av cellandningen i mitokondrier. 
Superoxids giftverkan beror på dess förmåga att inaktivera enzymer med järn-svavel-komplex, som är nödvändiga för många biokemiska reaktionsvägar. Genom att göra detta frigörs järn, som kan genomgå Fenton-reaktioner som skapar den mycket reaktiva hydroxylradikalen. I HO2-formen kan superoxid sätta igång lipid-peroxidering av fleromättade fettsyror. Därigenom är superoxid en huvudorsak till oxidativ stress.
Eftersom superoxid är giftigt har nästan alla organismer i syreinnehållande miljöer någon form av det superoxidnedbrytande enzymet superoxiddismutas, SOD. SOD är ett extremt effektivt enzym; det katalyserar oskadliggörande av superoxid nästan lika snabbt som det tar för ett superoxiddismutas och en superoxidjon att mötas genom diffusion. Genetisk inaktivering av SOD skapar fenotyper med mycket kort livslängd, från bakterier till möss. Mössen dör cirka tre veckor efter födseln om mitokondrie-SOD är inaktiverat, och drabbas av många sjukdomar, bland annat förkortad livslängd och levercancer när cytoplasma-varianten (Cu,Zn-SOD) är inaktiverad.
Kaliumsuperoxid används som syrekälla i syregeneratorer på rymdfärjor och ubåtar.
Vid syrgasdelignifiering av kemiska pappersmassor bildas superoxidanjonen när O2 reagerar med fenoler. Superoxiden kan radikalkoppla till fenoliska radikaler i ligninet som bildas vid samma reaktion, och resultatet kan bli depolymerisering av ligninet och/eller bildling av hydrofila strukturer som mukonsyror. Superoxid kan dock i sekundära reaktioner bilda hydroxylradikal som depolymeriserar cellulosa i fibern. Man får därför alltid en viss förkortning av cellulosakedjorna vid syrgasdelignifiering.